# Stadio Nazareth
Lo Stadio Nazareth è lo stadio che ha ospitato le partite interne dell'Associazione Calcio Isola Liri e successivamente, dopo la non iscrizione di quest'ultima, le partite interne dell'Asd Isola Liri ed il suo vero nome è "Conte Arduino Mangoni di Santo Stefano", dal proprietario che donò il terreno nel 1929 per favorirne la costruzione.

## Storia

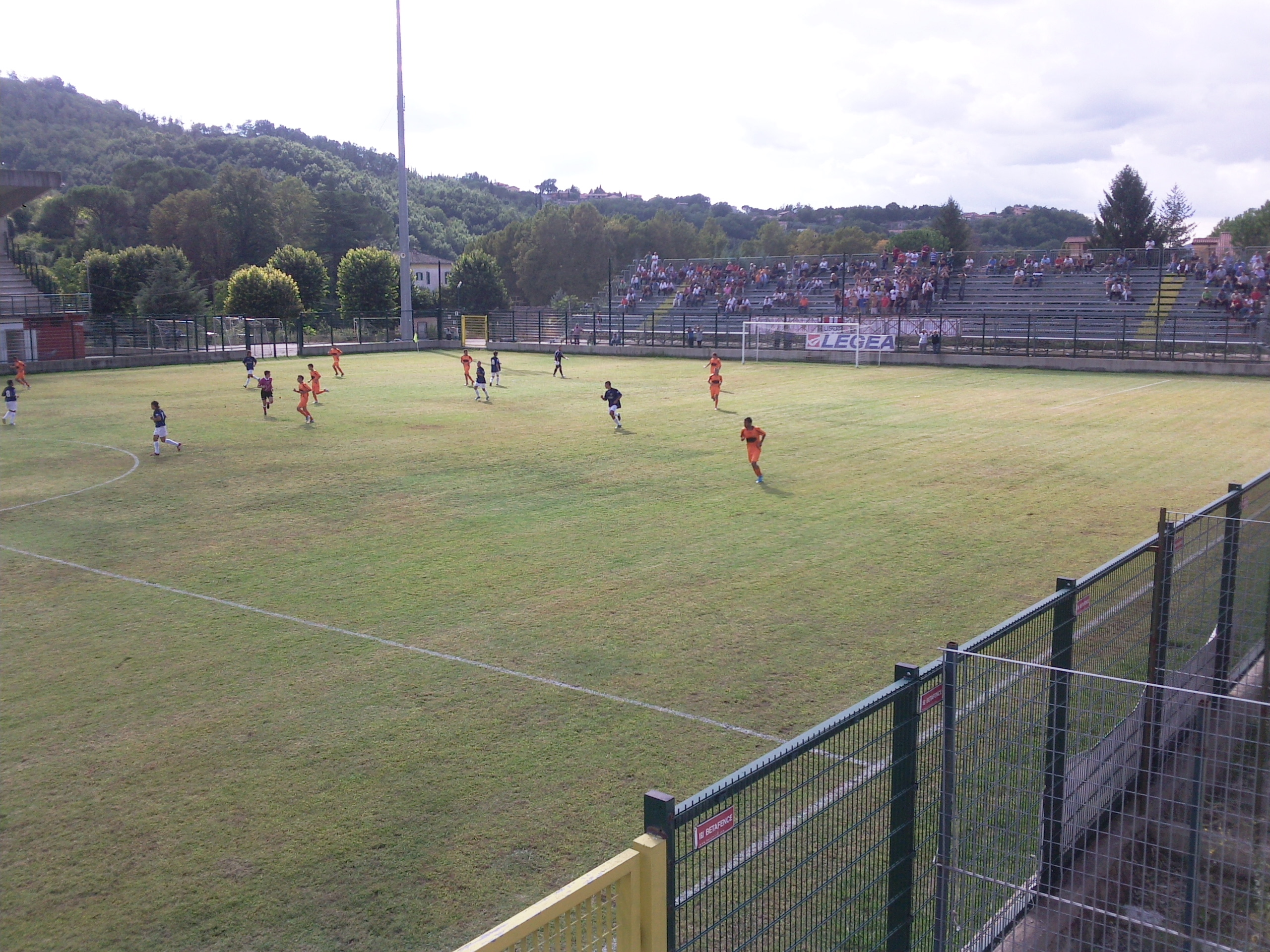
La curva

Nel corso degli anni ha subito diverse ricostruzioni ed ammodernamenti. Inizialmente il rettangolo di gioco aveva una diversa disposizione, con le due porte poste una sotto il "prato" (dove sorge la Gradinata) e l'altra dove adesso passa la strada "Nazareth".
E per molti anni è stato proprio il "prato" la tribuna scoperta naturale dello stadio, prima che venisse costruita la Gradinata, mentre al lato opposto c'erano dei gradoni coperti da una struttura in ferro, dove sorgerà poi la nuova tribuna coperta. Questo assetto del Nazareth è rimasto fino alla stagione 1988-1989 con il campo di gioco in terra battuta.
I più importanti lavori di ristrutturazione sono infatti avvenuti a fine anni ottanta (inaugurazione a inizio stagione 1990), quando si passò al manto erboso e si costruirono le due tribune in cemento armato: la Tribuna Coperta e la Gradinata (cioè la grande tribuna scoperta comprendente anche lo spazio per gli ospiti). Nella stagione 1989-1990 infatti la squadra locale giocò nello stadio della vicina Castelliri e in quello di Boville Ernica.
Negli anni 2000 sotto la parte Ovest della Gradinata è stato allestito uno spazio per la palestra pugilistica locale "Franco Valente"; mentre nell'estate del 2008 (complice il passaggio tra i professionisti) venne costruito un nuovo settore, la Curva, un parcheggio per il settore ospiti (settore che da qui in avanti occupa metà Gradinata), ammodernati gli spogliatoi ed altri aggiustamenti come il numero delle poltroncine presenti in tribuna coperta e l'allargamento del settore stampa.
Il Nazareth registra quindi una "comoda" capienza, soprattutto dopo la costruzione della Curva, di 4000 circa spettatori. Tuttavia nel corso della sua storia a partire dal primo ammodernamento ha registrato già più volte numeri maggiori, denotando quindi una capacità di capienza anche superiore ove l'occasione ne presentasse la necessità. Ad esempio nei derby contro il Sora dei primi anni novanta; nelle amichevoli contro la Lazio sempre nei primi '90; contro l'Uso Calcio in finale di Coppa Italia Serie D nel 2005 e la partita dei festeggiamenti per la raggiunta Serie C2 contro l'Alghero nel 2008. Partite dove le presenze hanno sfiorato sempre le 5.000 unità.

## Capienza dei settori dello stadio
- Tribuna coperta: circa 1300 posti (di cui 200 con poltroncine)
- Tribuna scoperta ovest: 900 posti
- Tribuna scoperta est - Ospiti: 900 posti
- Curva: 900 posti
  - Capienza totale: 4000 posti circa